# Ізмаїл (корвет)
«Ізмаїл» — прикордонний сторожовий корабель, пізніше — корвет Військово-Морських Сил України. Багатоцільовий корабель прибережної дії проєкту 1124П (шифр «Альбатрос», англ. Grisha-ІІ class за класифікацією НАТО). У 1996—2005 роках — «Чернігів» (бортовий № U205).

## Особливості проєкту
Проєкт 1124П — прикордонний варіант малого протичовнового корабля проєкту 1124, який вважається одним з найвдаліших малих багатоцільових кораблів другого покоління.
Кораблі проєкту 1124 мали потужне протичовнове озброєння — гідроакустичну станцію кругового пошуку з антеною випромінювача в підкільному обтікачі «Аргунь» та гідроакустичну станцію «Шелонь», що опускається з палуби, два двотрубних 533-мм торпедних апарати, дві реактивні бомбометні установки і глибинні бомби. З засобів самооборони на «Альбатросах» встановлювалися ЗРК «Оса-М» і артилерійська установка 3ІФ-72 (АК-725).
Кораблі проєкту 1124П відрізняються від базового проєкту відсутністю ЗРК самооборони «Оса-М». Замість нього в носі корабля розміщається артилерійська установка АК-725. Інша відмінність — наявність ходового містка на місці розташування стрільбової РЛС у кораблів проєкту 1124. Для доставки оглядових груп в склад озброєння було включено два швидкохідних катери
.
Будівництво прикордонних сторожових кораблів пр. 1124П для Морських частин прикордонних військ КДБ СРСР розпочалося в 1972 році на Зеленодольському суднобудівному заводі. Всього було побудовано чотирнадцять ПСКР цього проєкту.

## Історія корабля
Прикордонний сторожовий корабель з заводським номером 777 був закладений в елінгу Зеленодольського суднобудівного заводу (Татарстан) 12 вересня 1978 року для морських частин прикордонних військ КДБ СРСР.
Після спуску на воду 22 червня 1980 року внутрішніми водними шляхами відбуксований в Азовське море, а звідти — на завод «Персей» (Севастополь) для добудови і наладочних і ходових випробувань.

### Служба в складі Морських частин прикордонних військ
Для проведення здаточних випробувань корабель був перебазований в Балаклаву.
Після підписання 28 грудня 1980 року державною комісією акту про прийомку корабля, наказом командуючого Західним прикордонним округом йому було присвоєно найменування «Ізмаїл» (рос. Измаил) на честь міста Ізмаїл і в пам'ять про взяття турецької фортеці Ізмаїл військами Суворова і чорноморськими козаками Антона Головатого 11 грудня 1790 року.
ПСКР «Ізмаїл» був зарахований до 5-ї окремої Балаклавської бригади прикордонних сторожових кораблів Західного ОК МЧ КДБ СРСР. Прапор Морських частин прикордонних військ піднятий на кораблі 17 лютого 1981 року.
Брав участь в охороні державного кордону, економічної зони СРСР і рибальських промислів біля узбережжя Кримського півострова у Чорному морі.
Протягом 1981—1989 років був на бойових службах 1053 доби. Оглянув 5459 суден, з них затримав 296, у тому числі 14 іноземних шхун.
Двічі, 10 березня 1986 року і 12 лютого 1988 року в складі КУГ спільно з кораблями Чорноморського флоту брав участь у витісненні з територіальних вод СРСР загону бойових кораблів ВМС США (крейсера КРЗ «Йорктаун» (англ. USS Yorktown) і есмінця «Керон» (англ. USS Caron).
В квітні 1986 року в складі групи ПСКР («Ізмаїл», ПСКР-629, ПСКР-105) при пошуку іноземного передавача в районі мису Тарханкут встановив контакт з невстановленим підводним човном (як пізніше стало відомо — пч ВМС Туреччини «Їлдирай» (тур. TCG Yıldıray S-350) та протягом 22 годин супроводжував його. Наступного разу «Ізмаїл» виявив невстановлений підводний човен в 1989 році в районі мису Чауда. Контакт був переданий МПК «Комсомолець Вірменії» (рос. Комсомолец Армении), «Комсомолець Грузії» (рос. Комсомолец Грузии) і «Київський комсомолець» (рос. Киевский комсомолец), які супроводжували човен до порту Ереглі

.
У червні 1992 року увійшов до складу Морських частин Державного комітету з охорони кордону України, де також активно брав участь у охороні державного кордону. В лютому 1992 року кораблем була затримана перша турецька шхуна «Чинакчи-Огуларі»(?) (тур. Chinakchi-Oğulları), яка вела браконьєрський вилов камбали-калкана в українській економічній зоні. До 1996 року неодноразово брав участь у операціях проти іноземних браконьєрів.

### В складі Військово-Морських Сил України
Наприкінці 1995 року на урядовому рівні було прийняте рішення про передачу Державною прикордонною службою України кораблів проєкту 1124П в склад Військово-Морських Сил України.
В січні 1996 року «Ізмаїл» разом з однотипним ПСКР «Дніпро» (рос. Днепр) передані ВМС. Кораблі були прийняті в задовільному технічному стані: враховуючи специфіку морської прикордонної служби, на кораблях рідко використовувалися гідроакустичне обладнання, мінно-торпедне озброєння. Активно експлуатувалися лише ходова механічна частина, озброєння ракетно-артилерійської бойової частини.
Військово-морський прапор України на кораблі було піднято 19 січня 1996 року. Корабель перекласифікований в корвет і перейменований на «Чернігів». Зміна назви корабля була погоджена з Чернігівською міською адміністрацією, представники якої 19 січня прибули в Севастополь привітати моряків з підняттям бойового прапора. Освячення прапора «Чернігова» відбулося в той же день — на свято Богоявлення .
Деякий час на кораблі знаходилися як прикордонний, так і флотський екіпаж. Офіцерів, мічманів та матросів для екіпажу «Чернігова» набирали з різних кораблів, а також з інших видів Збройних Сил, які пройшли перенавчання.
- липень 1996 р. — участь у міжнародних навчаннях «Кооператив партнер—1996».
- серпень 1996 р. — участь у навчаннях «Море—96».
- серпень-вересень 1996 р. — участь у міжнародних навчаннях «Класика—96» (Констанца, Румунія).
- квітень 1998 р. — участь у спільному збір-похід із загоном кораблів ЧФ Росії.
- квітень 1999 р. — участь у збір-поході.
- серпень 1999 р. — участь у міжнародних навчаннях «Фарватер миру—99».
- квітень 2000 р. — участь у збір-поході.

Через відсутність фінансування і неможливість докового ремонту корвет «Чернігів» був виключений із складу флоту та списаний в 2005 році. Перед списанням кораблю було повернуте найменування «Ізмаїл», а ім'я «Чернігів» було передане морському тральщику проєкту 266М «Жовті Води»
. Корвет було продано як лом чорних та кольорових металів ВАТ «МетПром». У квітні 2010 року корвет затонув при розборі корпусу в озері Донузлав.

### Командири корабля
Командири ПСКР «Ізмаїл»
1. капітан 2 рангу Семенов Василь Олексійович;
2. капітан 2 рангу Дівізінюк Михайло Михайлович.

Командири корвета «Чернігів»
1. капітан 3 рангу Гребенюк Олег Петрович;
2. капітан 3 рангу Миколаєць Валерій Васильович;
3. капітан 2 рангу Гребенюк Олег Петрович.